# Kumpfmühl-Ziegetsdorf-Neuprüll
Kumpfmühl-Ziegetsdorf-Neuprüll ist der Stadtbezirk 13 von Regensburg und umfasst drei ehemals eigenständige Orte. Das Kerngebiet des Stadtbezirks ist das ehemalige bayerische Bauerndorf Kumpfmühl, gelegen am Fuß nördlich  des Ost-West verlaufenden Höhenzugs der Ziegetsdorfer Anhöhe mit den beiden Orten Ziegetsdorf und Neuprüll. Die genannten Orte liegen deutlich südlich der Donau und abgetrennt von der Altstadt von Regensburg  durch eine Bodensenke, in der ehemals der  Vitusbach verlief. Nach dessen Unterführung mit Hilfe eines Dükers verläuft dort die zum Ende des 19. Jahrhunderts erbaute Ost-West-Eisenbahntrasse Richtung München.

## Kumpfmühl
Der Ort Kumpfmühl wird erstmals erwähnt 1009 n. Chr. damals noch unter dem alten Namen Genstal in einer Schenkungsurkunde von Kaiser Heinrich II., als er damals das südlich von Kumpfmühl neu gegründete heutige Kloster Prüll mit einem Ackerfeld bei Genstal beschenkte.
Der Ort mit diesem Namen lag südlich der heutigen Altstadt von Regensburg, die damals nach dem Abzug der Römer mit der  Arnulfinischen Mauer ihre erste Stadtmauer erhalten hatte. Von dieser mit einer Mauer  geschützten Stadt war das Dorf Genstal / Kumpfmühl nur durch die tiefe Bodensenke getrennt, in der heute Bahngleise verlaufen.  Ehemals verlief dort der Vitusbach, der heute unterirdisch mit einem Düker verrohrt, die Bahngleise unterquert.
Der Ort Genstal bzw. Kumpfmühl entwickelte sich in einer flachen Mulde zwischen zwei Erhebungen, die später bezeichnet wurden als Konigsberg im Westen und Eisbuckel im Osten. Im Osten verlief von Süd nach Nord der wasserreiche Vitusbach, dessen Quellgebiet nur wenig südlich entfernt lag am Fuß des noch weiter im Süden verlaufenden  Ost-West-Höhenzuges. Dessen höchste Erhebung ist heute durch den Fernsehturm Ziegetsberg weithin sichtbar und  gekennzeichnet. Dort auf dem Höhenzug sind auch die Standorte der beiden anderen Orte des Stadtbezirks. Das beschriebene Siedlungsgebiet war nachweislich schon in der Jungsteinzeit um 5000 v. Chr. besiedelt, weil in dieser wasserreichen Umgebung schon früh bäuerlicher Ackerbau und Viehzucht betrieben werden konnte. Später um 80 n. Chr. wurde der Ort dann mit der Erbauung eines Kastells  von den Römern auch als militärischer Standort genutzt.
Der Name des Dorfes ist zurückzuführen auf eine im Ort vorhandene, durch Wasserkraft angetriebene Getreidemühle, die das Wasser in besonders geeigneten Behältern beförderte, die wie ein Köcher geformt waren und  Kumpf genannt wurden.
Das Dorf Kumpfmühl war bis zur Auflösung des Heiligen Römischen Reiches ein bayerisches Dorf und war nicht Teil der Freien Reichsstadt Regensburg. Zudem war das Dorf durch sein besondere geographische Lage zweifach ausgezeichnet: zum einen lag das Dorf an der stark frequentierten Verkehrsstraße von Regensburg Richtung Süden nach Augsburg. Zum anderen grenzte das Dorf fast unmittelbar an Regensburg und war vom Stadtgebiet nur getrennt durch eine südlich von Regensburg von Ost nach West verlaufende Geländemulde, in der heute die Bahngleise verlaufen. Das Dorf lag also auf kurfürstlich bayerischem Gebiet jedoch war das Zentrum der Reichsstadt Regensburg  fußläufig erreichbar, während andere Dörfer und selbst einige der zur Stadt Regensburg gehörende Vororte, weiter vom Stadtzentrum entfernt waren. Die Nähe war für alle Händler, besonders für die Bauern von Kumpfmühl und auch für städtische Einkäufer und Ausflügler ein großer Vorteil. Die vorteilhafte Nachbarschaft beruhte auf dem ungewöhnlichen Verlauf des Burgfriedens, in einem schmalen, nach Norden bis nahe zur Stadt hin spitz zulaufenden Abschnitt des Grenzverlaufs zwischen dem Kurfürstentum Bayern und der Reichsstadt Regensburg.  Mit der Eingemeindung von Kumpfmühl nach Regensburg fielen 1810/18 auch die letzten Grenzen.

### Römisches Kastell
Bereits 79. n. Chr. stand in Kumpfmühl ein römisches Kohorten-Lager (Kastell Kumpfmühl). 1989 wurde bei Bauarbeiten der römische Münzschatz von Kumpfmühl gefunden, mit 25 Goldmünzen und 610 Silberdenaren der größte in Süddeutschland. Auf dem Bahngelände im Norden von Kumpfmühl wurde der größte römische Friedhof in Deutschland entdeckt, darunter auch der Grabstein von Sarmannina, der ältesten bezeugten Christin der Region von ca. 400 n. Chr.

### Mühle „Chupfmül“
1350 wurde die Mühle „Chupfmül“, die dem Stadtteil den Namen gab, erstmals erwähnt. Kumpfe waren hölzerne Schüsseln. Das Mühlengehöft am Vitusbach stand bei der Theresienkirche und wurde am 28. Dezember 1944 bei einem Bombenangriff zerstört. Bei diesem Angriff der US-Luftwaffe wurden zahlreiche Häuser, die das ursprüngliche Kumpfmühl bildeten, entweder stark beschädigt oder komplett zerstört.
Die Kirche St. Wolfgang wurde 1937/38 von Dominikus Böhm erbaut und steht am höchsten Punkt von Kumpfmühl. Nahe der Wolfgangskirche stehen zwei Burgfriedenssäulen, die die Grenze zwischen der Reichsstadt und dem Kurfürstentum Bayern, zu dem Kumpfmühl gehörte, markierten. In der Gutenbergstraße steht das sogenannte Zantkreuz, das an den gewaltsamen Tod des Heinrich Zant auf Donau am 15. Juni 1313 erinnert.

## Ziegetsdorf und Neuprüll

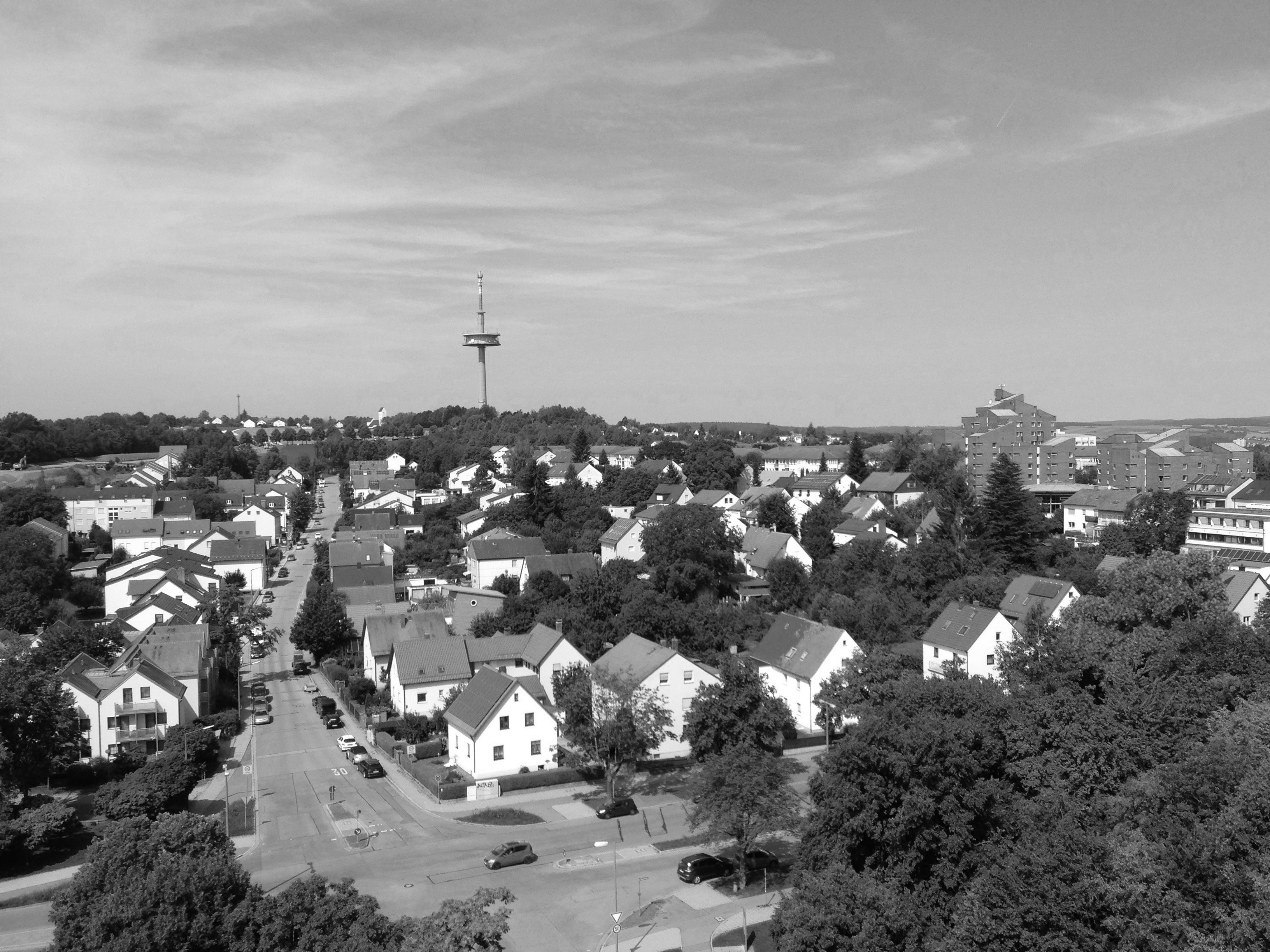
Blick über Neuprüll und die Prüller Höhe, im Hintergrund die Ziegetsdorfer Höhe mit dem Fernmeldeturm, rechts Wohnheime für Studierende.

Neben Kumpfmühl umfasst der Stadtbezirk  zwei weitere, südlich von Kumpfmühl erhöht auf dem Ost-West-Höhenzug liegenden Siedlungen bzw. Orte:
- im Südosten die erst im Jahr 1803 nach der Auflösung von Kloster Prüll mit 7 Siedlern entstandene zunächst sehr kleine Siedlung Neuprüll, die nur langsam wuchs und die erst nach 1970 mit Gründung der östlich benachbarten Universität Regensburg im Stadtbezirk Galgenberg stark ausgebaut wurde.

- im Südwesten das am 1. April 1938 eingemeindete Dorf Ziegetsdorf mit der 1932 entstandenen  Kirche St. Josef auf dem Ziegetsberg. Dieses Dorf entstand 1805 als eine Kolonie nach einer Schenkung von 40 Hektar unkultiviertem Grund zur Urbarmachung durch den damals neuen Landesherren des  Fürstentums Regensburg, dem Kurerzkanzler Karl Theodor von Dalberg.  Der Name des Ortes, der nach 1829 westlich der Nord-Süd-Hauptverkehrsstraße nach Augsburg entstand, wird zurückgeführt auf die Bezeichnung Ziget für einen kleinen Wald aus Zigen, wie man damals Kiefern nannte. Der Ort wuchs langsam, hatte 1836 nach Abholzung des Baumbestandes 20 Häuser und entwickelte sich wegen einer guten Fernsicht ins Donautal  zu einem beliebten Ausflugsziel mit Wirtshaus und mit einem Aussichtsturm, aus dem später beim Bau der Ziegetsdorfer Kirche St Josef der Kirchturm entstand.[4] Am 1. April 1938 wurde Ziegetsdorf in die Stadt Regensburg eingemeindet.

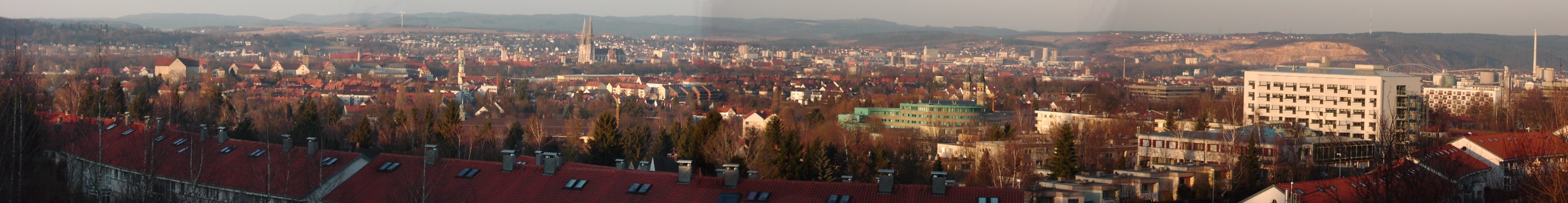
Blick auf Regensburg (Standort Ziegetsberg)

### Kloster Prüll

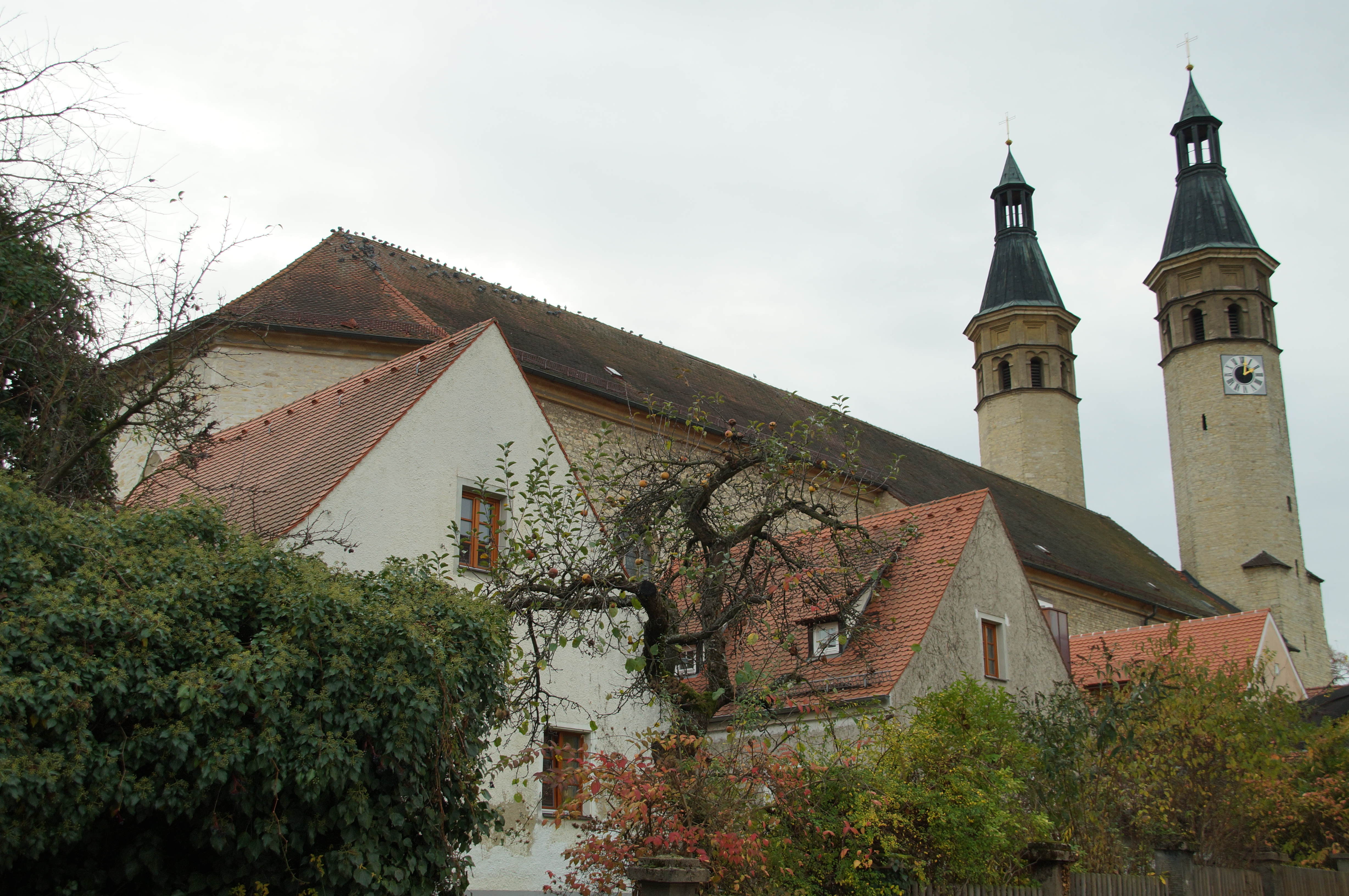
Klosterkirche St. Vitus mit Kartausen

Das Kloster Prüll, geweiht dem Heiligen Vitus, das namensgebend für den heutigen Stadtteil Neuprüll war, wurde 997 von Bischof Gebhard I. von Regensburg als Benediktinerkloster St. Bartholomäus gegründet. Ab 1483 wurde es nach der Vertreibung der Benediktiner durch Herzog Albrecht von Bayern von Kartäusern geführt. 1803 wurde das Kloster aufgehoben, die Gebäude wurden in den Folgejahren zum Teil abgebrochen. Ab 1852 wurde es als Irrenhaus genutzt. Heute befindet sich auf dem Gelände das Bezirksklinikum Regensburg. Die noch erhaltene dreischiffige Hallenkirche hat zwei Türme. Am Nordflügel sind noch Kartausen erhalten. Am 1. Januar 1904 wurden das Gebiet Karthaus-Prüll, Eisbuckel und die heutige Ganghofersiedlung nach Regensburg eingemeindet.

### St. Josef Ziegetsdorf
In der Ziegetsdorfer Pfarrkirche St. Josef wirkte der spätere Papst Benedikt XVI. als Priester.

#### Ganghofersiedlung
Am 1. April 1938 wurde Ziegetsdorf gemeinsam mit den Orten Großprüfening, Dechbetten und Königswiesen in die Stadt Regensburg eingemeindet. Diese Eingemeindungen waren eine unmittelbare Folge des Entschlusses, ein Zweigwerk des in Augsburg ansässigen Stammwerks Messerschmitt AG in Regensburg anzusiedeln. Das Zweigwerk war die Messerschmitt-GmbH, die in Regensburg ein Werk zum Bau von kriegswichtigen Jagdflugzeugen errichten sollte. Für die Angestellten dieses Werks im Westen von Regensburg wurde als  Wohnsiedlung  die noch heute im Bestand erhaltene Ganghofer-Siedlung gebaut. Der auf einer Anhöhe liegende Stadtteil wird vom Regensburger Fernsehturm dominiert.

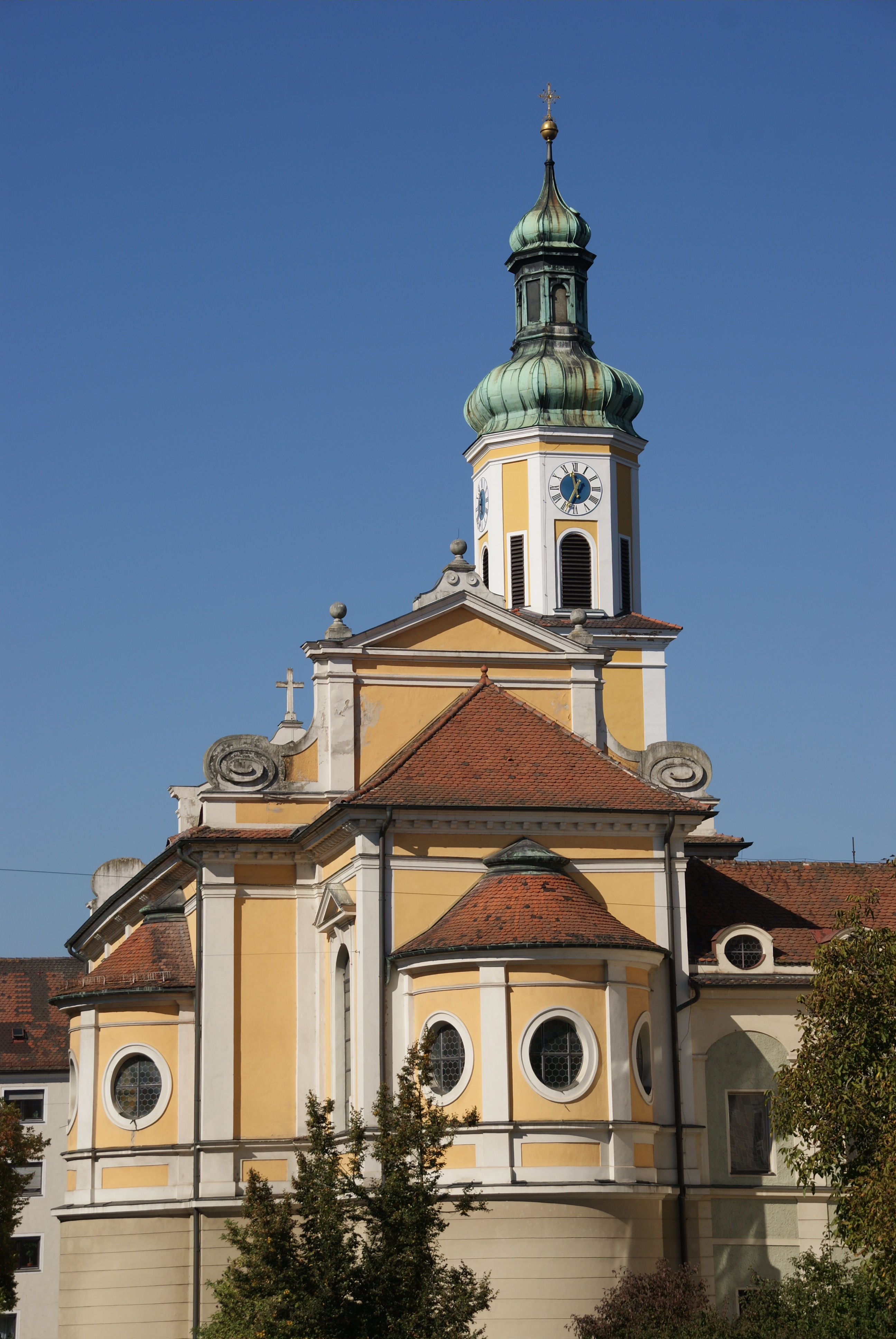
St. Theresia
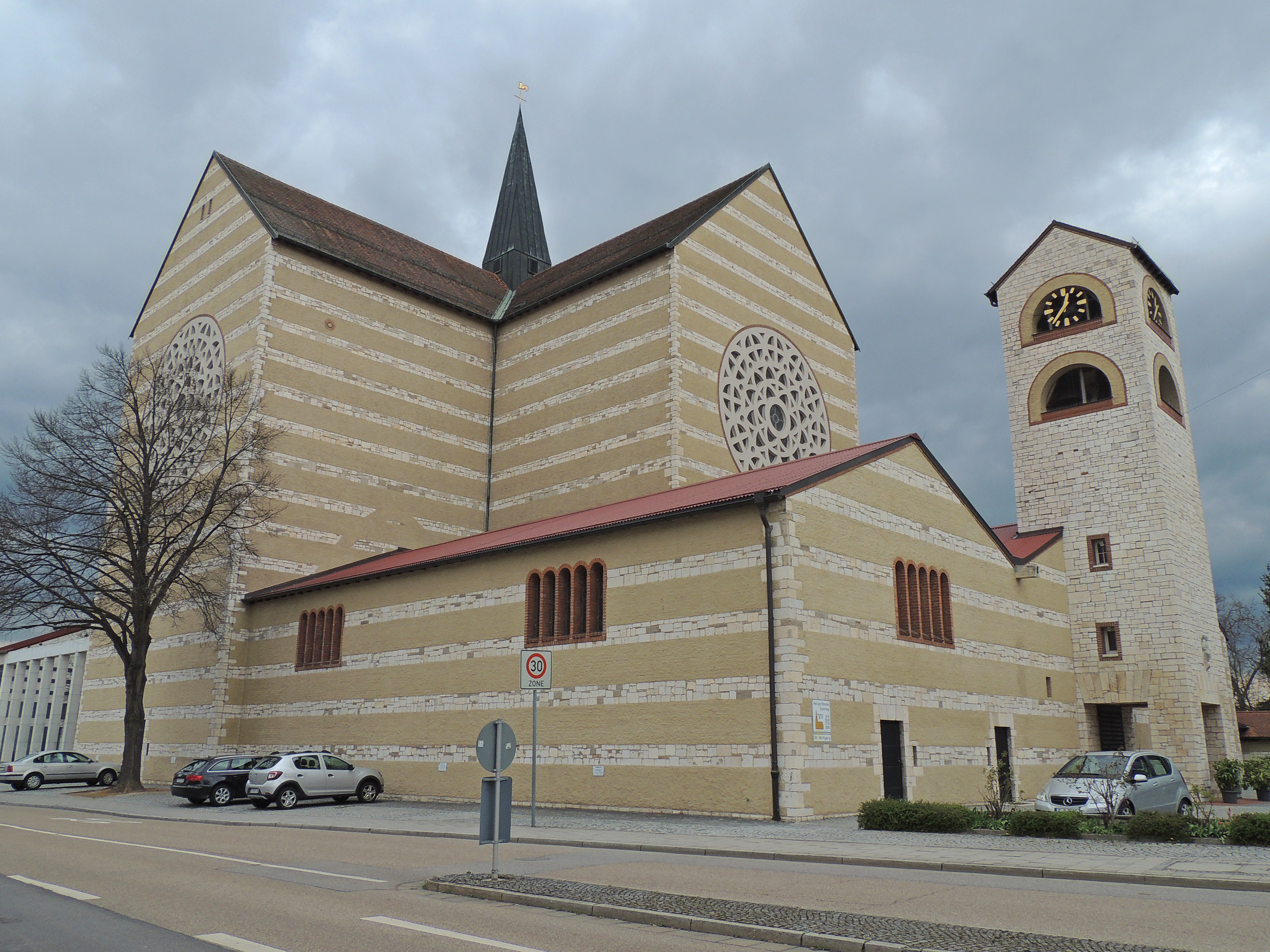
St. Wolfgang
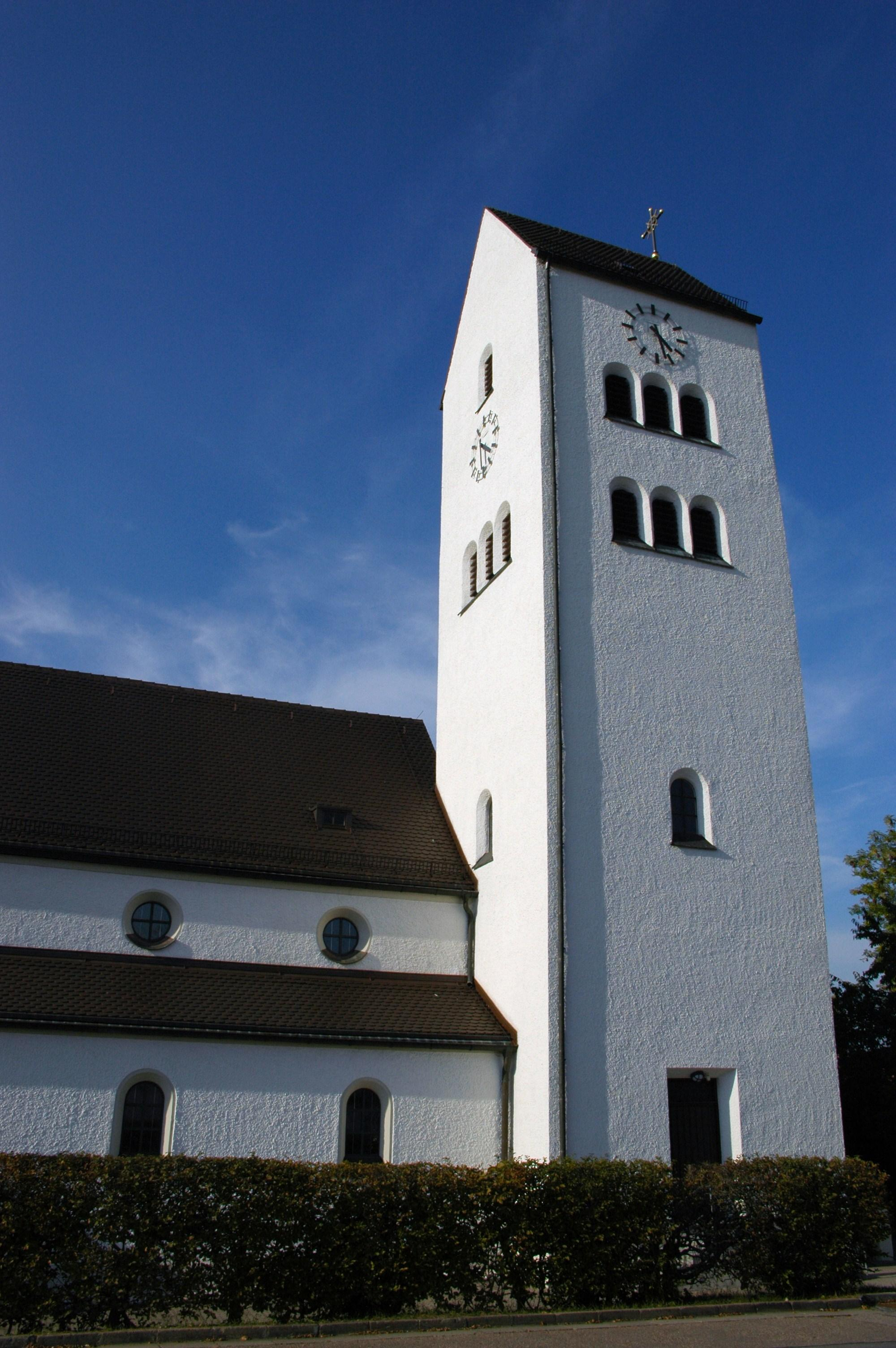
St. Josef, Ziegetsdorf
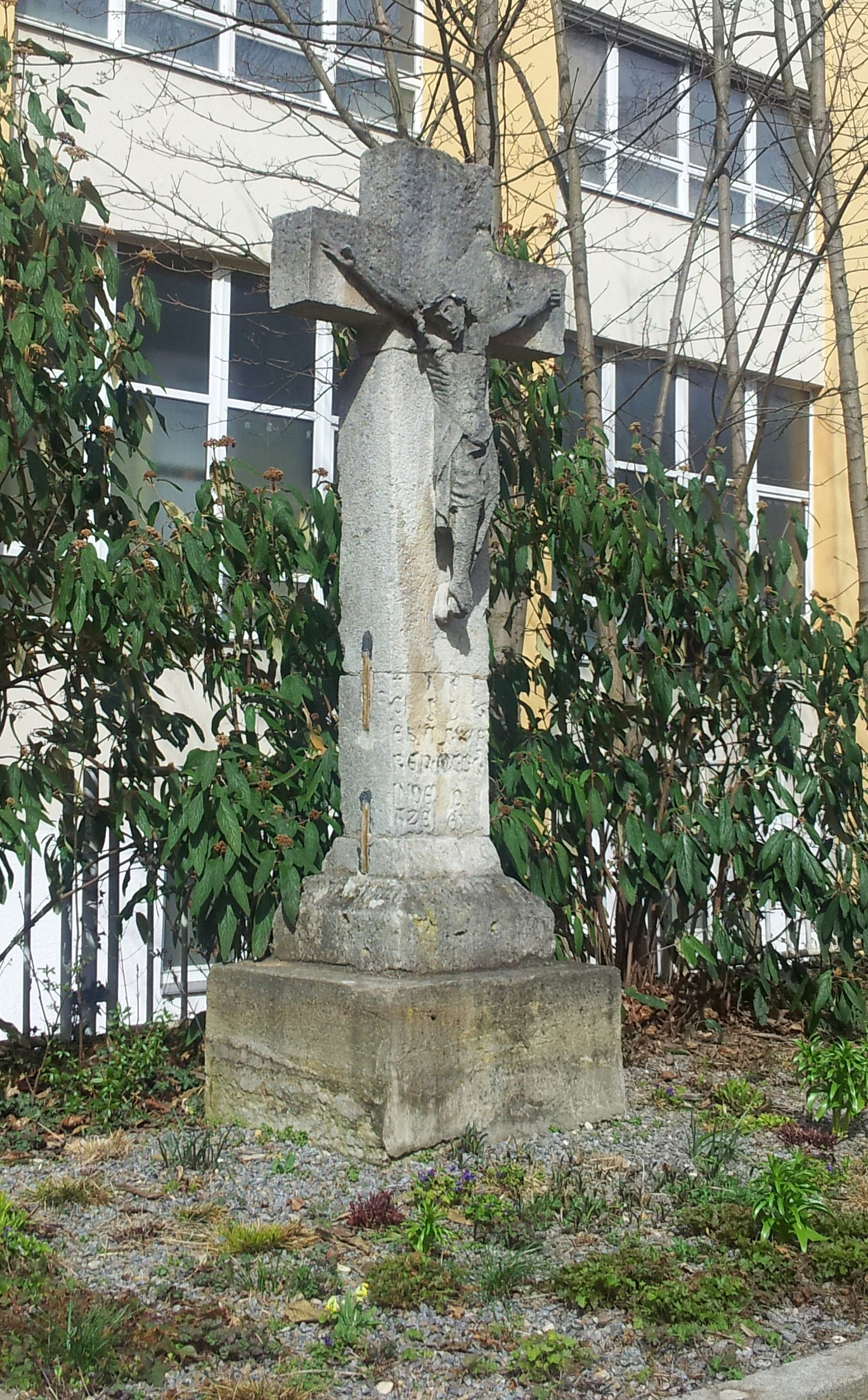
Zantkreuz
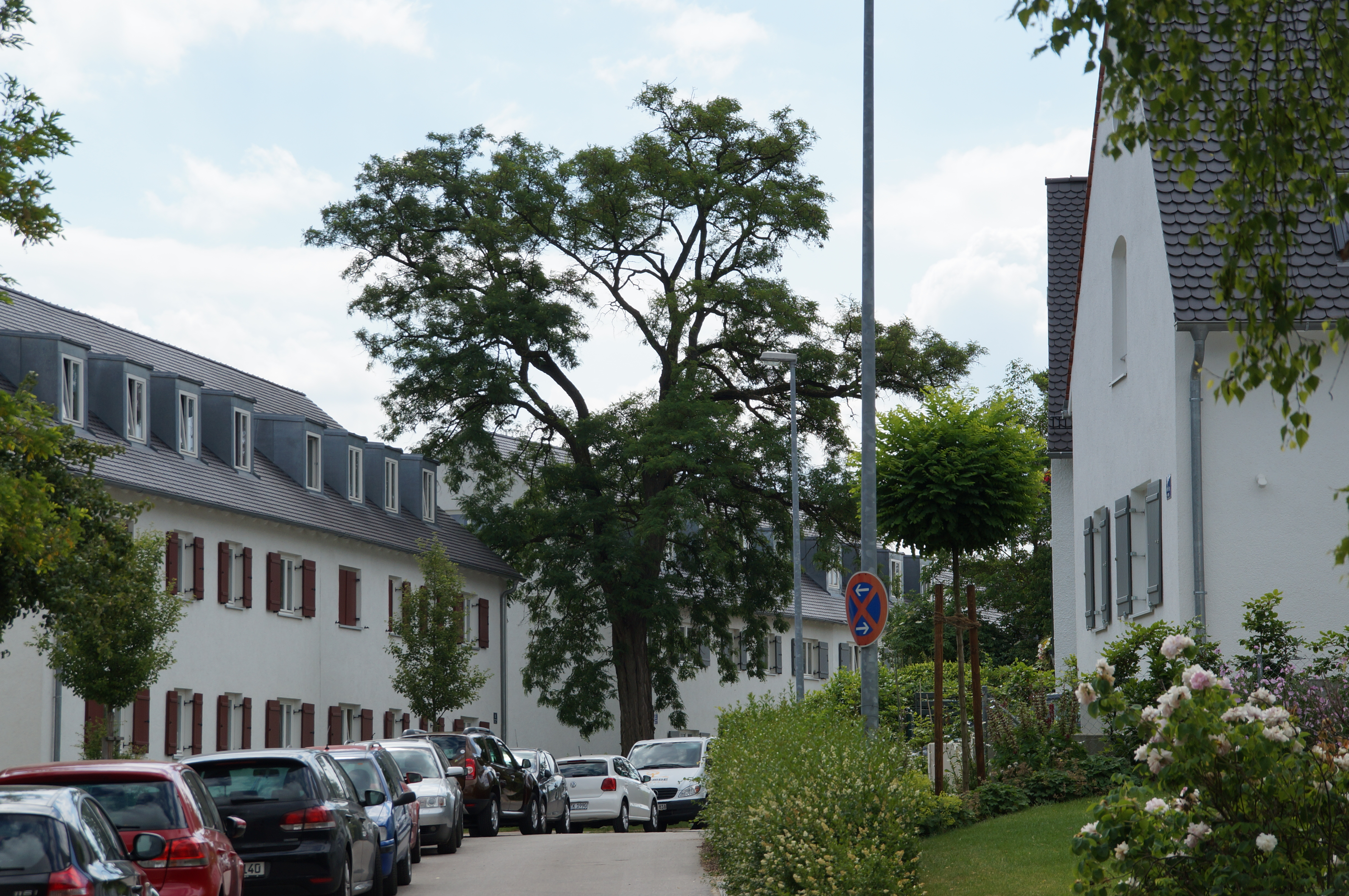
Maria-Herbert-Straße

## Lage der Orte

### Karten

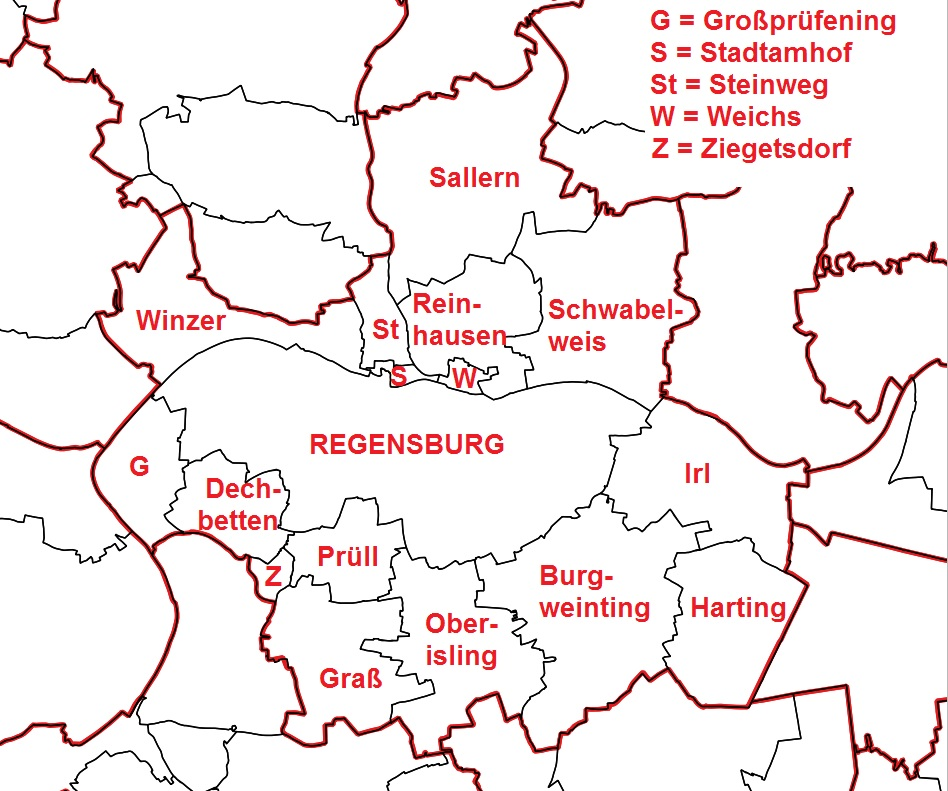
Regensburg Gemarkungen
Regensburg Stadtbezirke